# Friedrich von Martini
Friedrich von Martini (Herkulesbad, 24 marzo 1833 – Frauenfeld, 29 gennaio 1897) è stato un ingegnere e inventore svizzero.
Il fucile Martini-Henry prende il suo nome.